# Silene valsecchiae
Silene valsecchiae är en nejlikväxtart som beskrevs av E. Bocchieri. Silene valsecchiae ingår i släktet glimmar, och familjen nejlikväxter. Inga underarter finns listade i Catalogue of Life.